# سینی، کرواسی
سینی (به کرواتی: Sinj) شهری در ایالت اسپلیت-دالماتیا کشور کرواسی است که جمعیت آن در سال ۲۰۱۱ میلادی ۲۵٬۲۲۶ نفر بوده‌است.